# Diego Ibarra (municipalité)
Pour les articles homonymes, voir Diego Ibarra.
Diego Ibarra est l'une des quatorze municipalités de l'État de Carabobo au Venezuela. Son chef-lieu est Mariara. En 2011, la population s'élève à 104 536 habitants.

## Géographie

### Subdivisions
La municipalité est divisée en deux paroisses civiles avec, chacune à sa tête, une capitale :
- Aguas Calientes (Mariara) ;
- Mariara (Mariara).